# Syrrhopodon subdisciformis
Syrrhopodon subdisciformis là một loài rêu trong họ Calymperaceae. Loài này được Dusén mô tả khoa học đầu tiên năm 1896.